# Giovanni Battista del Tasso

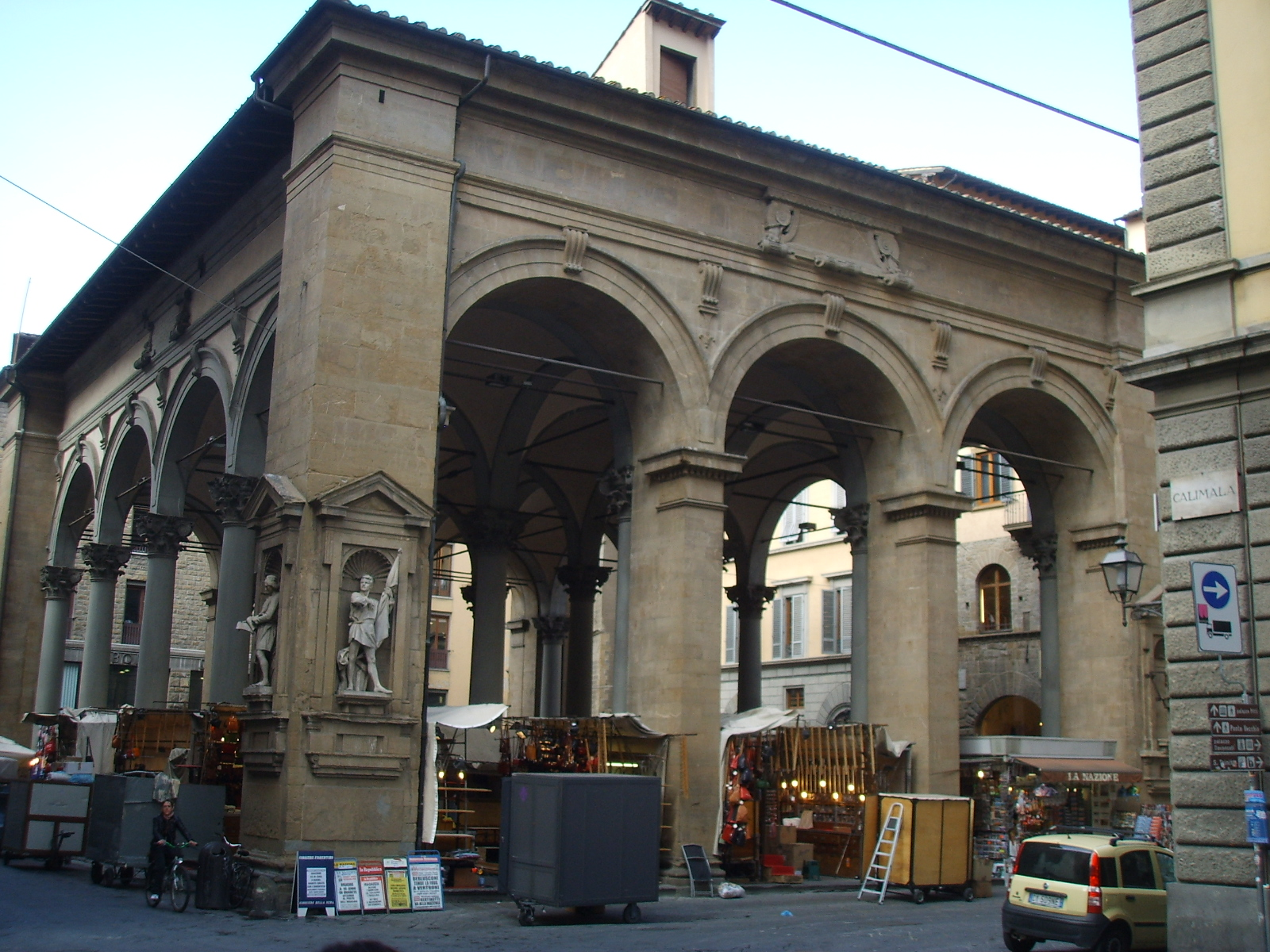
Loggia del Mercato Nuovo, Firenze

Giovanni Battista del Tasso (Firenze, 1500 circa – 8 maggio 1555) è stato un architetto e scultore italiano, in particolare intagliatore.

## Biografia
Appartenente a una famiglia di intagliatori, ne fu il maggiore esponente. Lavorò a Firenze per Cosimo I de' Medici (Loggia del Mercato Nuovo, dal 1546, Appartamenti di Eleonora in Palazzo Vecchio) e a Genova per i Doria.
La sua formazione avvenne inizialmente nella rinomata bottega del padre Marco del Tasso. Fu amico degli artisti della sua epoca: è citato sia nella Vita di Benvenuto Cellini, con il quale condivise un viaggio verso Roma, sia ne Il libro mio di Pontormo. Al contrario Vasari, suo concorrente diretto, ne parlò di sfuggita e in modo negativo nel suo trattato.
Capolavoro precoce del giovane scultore fu il soffitto intarsiato della Biblioteca Laurenziana (1526 circa).  Dalla metà del 1540 entrò al servizio del duca Cosimo I e si occupò principalmente di interventi architettonici. Dal 1548 dirige la ristrutturazione e l'ampliamento del Palazzo Vecchio, un cantiere impegnativo nella direzione del quale, dopo la sua morte, gli succederà Giorgio Vasari.
Nel 1548 iniziarono i lavori della sua più famosa opera, le logge del Mercato Nuovo, ancora in uso.
Come altri della sua famiglia fu sepolto nella chiesa di Sant'Ambrogio a Firenze.
Suo figlio Domenico del Tasso continuò la tradizione di famiglia.